# Monumento natural Alerce Costero
El Monumento natural Alerce Costero era un área silvestre protegida por el Estado de Chile, ubicada en la comuna de La Unión, en la Región de Los Ríos en la zona sur de Chile. En 2012 pasó a formar parte del Parque Nacional Alerce Costero.

## Descripción
Creado el 3 de enero de 1987, por el Ministerio de Bienes Nacionales, esta área silvestre protegida, es un de 2.308 ha y está subdivida en dos unidades ("lotes"): “Altos del Mirador” de 1.406 ha (40°11′de Latitud Sur y los 73°27′ de Longitud Oeste) y “Chaihuín” de 902 ha (40°6′ de Latitud Sur y los 73°29′ de Longitud Oeste). La altitud del parque varía entre los 650 y los 1.048 m s. n. m.
En 1996 el parque fue identificado en el libro rojo de los sitios prioritarios de la CONAF. De acuerdo a la Estrategia Nacional de Biodiversidad de 2004, en la actualidad forma parte del sitio prioritario n°53 “Cordillera de la Costa de la X Región” de la Estrategia Nacional de Biodiversidad. Para su protección el parque cuenta solamente con 1 guardaparque.

## Turismo
Se accede al lote "Altos del Mirador" por el camino público T-80 que une La Unión con la playa Hueicolla, el ingreso al parque está a 46 km de La Unión y a 89 km al sur Valdivia. Al lote “Chaihuín” se accede solo peatonalmente y se necesitan cerca de 3 horas de caminata rápida, desde la guardería de CONAF, por senderos que atraviesan terrenos de particulares. El ingreso es gratuito y se encuentra abierto todos los días de 9:00 a 20:00 horas.
El principal atractivo del parque es el sendero “Alerce Milenario”, a 2 km de la guadería de la CONAF. En dicho lugar es posible observar un ejemplar de Alerce cuyo tronco tiene 4,26 m de diámetro, así zona de bosques de alerce quemados que aún están en pie. Otros senderos destacados son: “Piedra del Indio” a 600 m de la guardería, desde el cual se obtienen grandes vistas de la Cordillera de la Costa y del río Bueno, pudiéndose observar ejemplares de ciprés de las Guaitecas.
Además, existe un proyecto para habilitar una zona de acampada.

## Especies

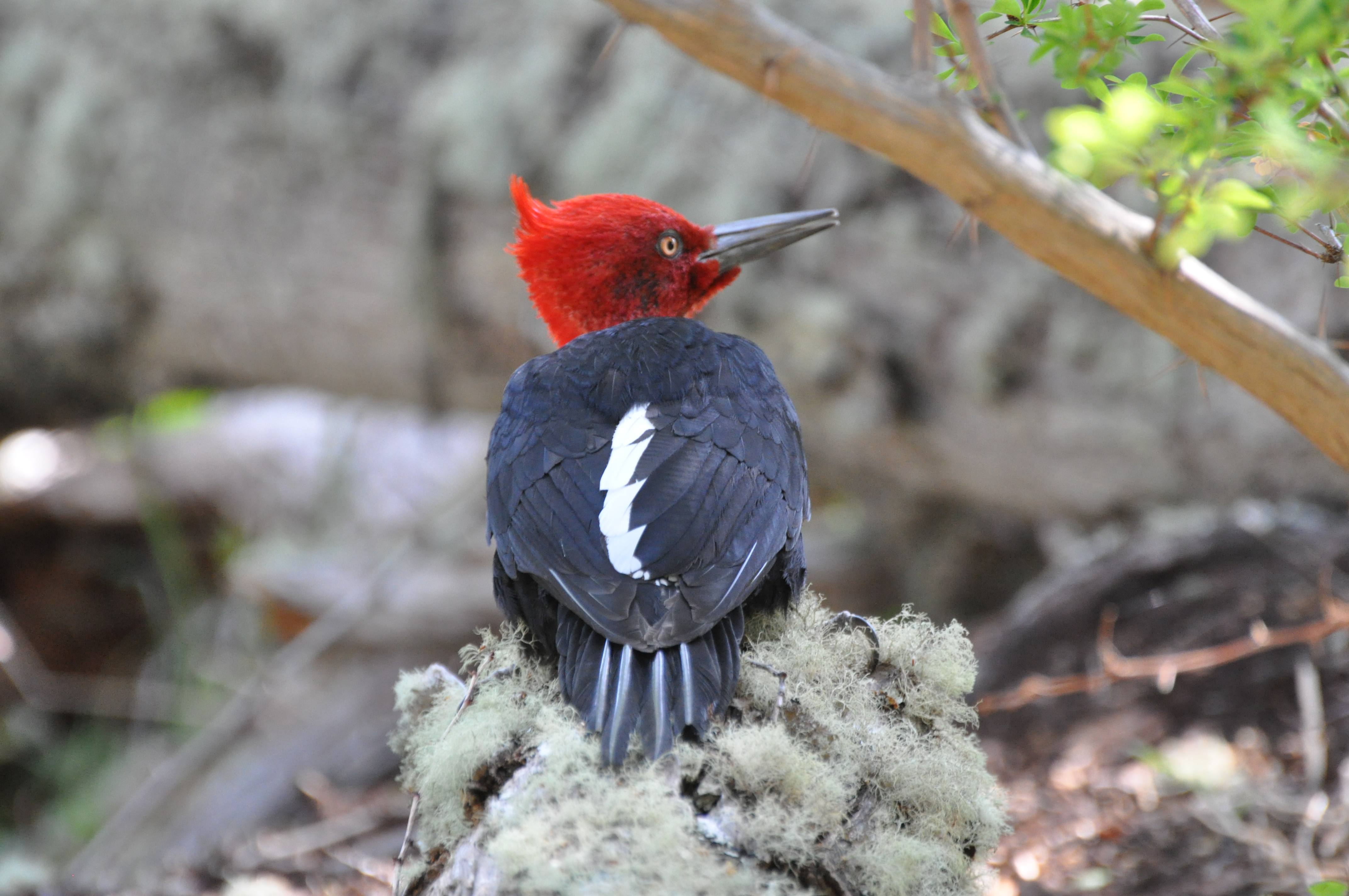
Carpintero negro o magallánico.

Entre las múltiples especies que se encuentran en el Monumento Natural Alerce Costero destacan:
Flora
- Alerce
- Canelo
- Ciprés de las Guaitecas
- Tineo
- Coigüe de Chiloé

Fauna
- Güiña
- Puma
- Quique
- Pudú
- Carpintero negro